# Lucala
Il Lucala (in portoghese Rio Lucala) è un fiume dell'Angola, affluente di destra del Cuanza, il più lungo del Paese africano.

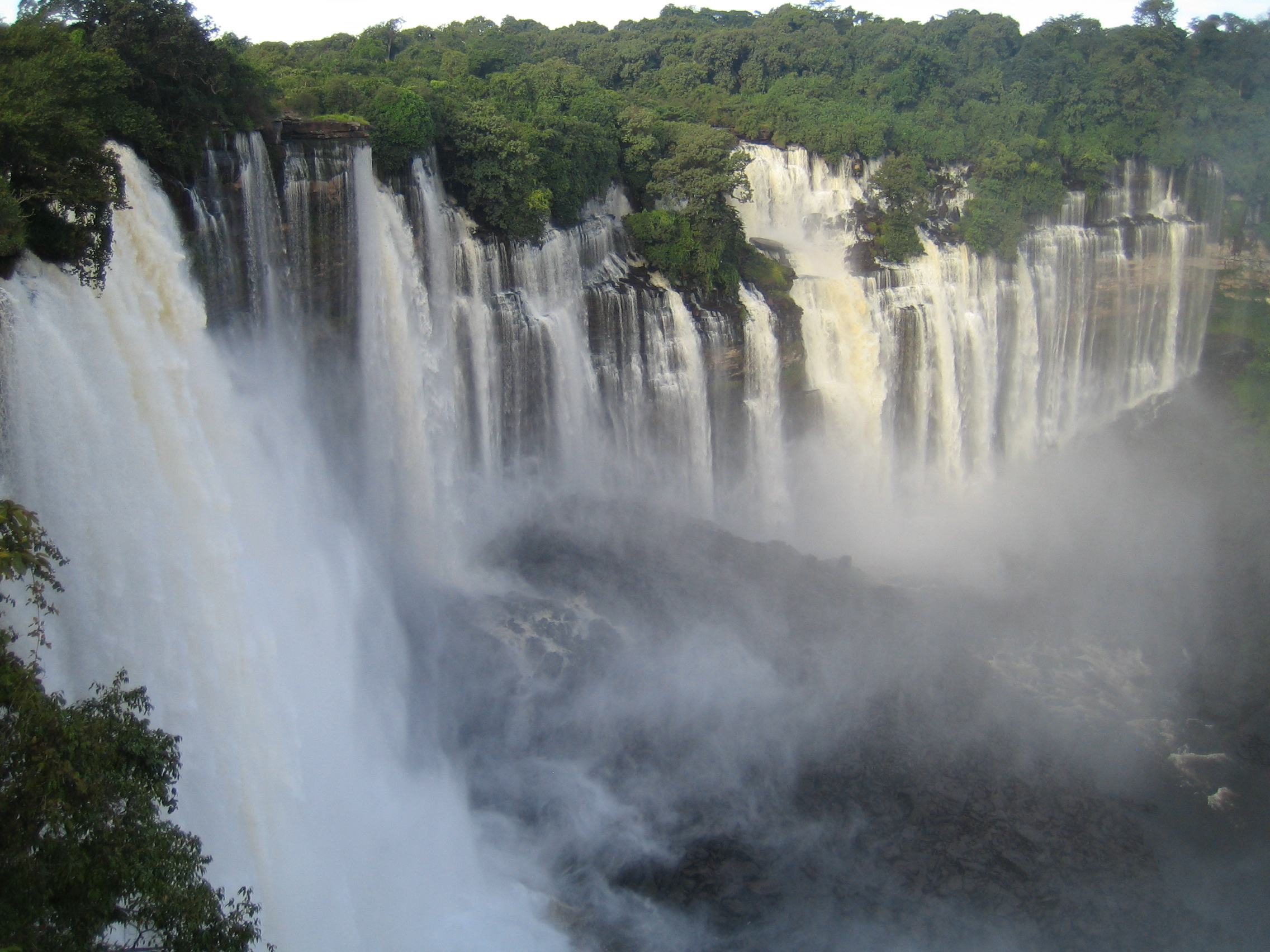
Le cascate di Calandula.

Nasce nella provincia di Uíge, scorre poi in quella di Malanje e sfocia nel Cuanza nella Provincia di Cuanza Nord, pochi chilometri a valle della città di Dondo. Lungo 430 km, è navigabile per 200 km circa.
Lungo il suo corso superiore si trovano le cascate di Calandula.